# 尼古拉·格盧什科夫
尼古拉·阿列克謝耶維奇·格盧什科夫（俄語：Николай Алексеевич Глушков，1949年12月24日—2018年3月12日），俄羅斯商人。

## 生平
1999年，他與鲍里斯·阿布拉莫维奇·别列佐夫斯基涉嫌俄羅斯航空案而遭到調查。2000年12月，被指控洗黑錢和舞弊而被判五年監禁。2006年，因另外一項舞弊被定罪，但是判決被緩期執行。
2010年，獲得了英國的政治庇護，並成為普京的批評者。2018年3月4日，英國前俄羅斯間諜毒殺案爆發後，尼古拉·格盧什科夫於同月12日被保鏢發現離奇死於倫敦家中浴室。
2021年4月，英國一個死因法庭裁定格盧什科夫死於非法被殺。